# رودخانه کودکی‌مان
«رودخانه کودکی‌مان» (به فرانسوی: La Rivière de notre enfance) تک‌آهنگی دوصدایی از هنرمندان اهل کانادا و فرانسه، «گارو» و «میشل ساردو» است که در سال ۲۰۰۴ میلادی منتشر شد.
شعر متن این ترانه را، ترانه‌سرای برجستهٔ فرانسوی «دیدیه باربولیویان» نوشته است.
این ترانه مدتها در صدر جداول موسیقی کشورهای فرانسه و بلژیک قرار داشت و تا هنگامِ نوشتن این مقاله (اوت ۲۰۱۴)، ۳۸مین ترانهٔ پُرفروش کشور فرانسه در قرن ۲۱ میلادی بوده و ۴۶۲۰۰۰ نسخه از آن به فروش رفته است.